# قمارباز فناناپذیر
قمارباز فناناپذیر (انگلیسی: The Gambler Who Wouldn't Die ؛ ‏ایتالیایی: Ti ho cercata in tutti i necrologi) یک فیلم درام ایتالیایی است که در سال ۲۰۱۳ منتشر شد. از بازیگران این فیلم می‌توان به جانکارلو جانینی و اف. موری آبراهام اشاره کرد.